# Longa Marcha 3A

Foguete Longa Marcha 3A

Longa Marcha 3A (Chang Zheng 3A em pinyin, abreviado para CZ-3A) é um modelo da família de foguetes Longa Marcha.

## Características
O Longa Marcha 3A é um lançador orbital chinês de três estágio projetado para colocar satélites de até 7200 kg em órbita terrestre baixa e de até 2600 kg em órbita de transferência geoestacionária. Foi baseado no Longa Marcha 3 e melhorado com um sistema de controle otimizado e um terceiro estágio criogênico mais potente, o que proporcionou uma maior flexibilidade em termos de controle de atitude e mais diversidade de missões.

## Histórico de lançamentos
| Voo | Data                   | Plataforma de lançamento                    | Carga      | Resultado | Notas         |
| --- | ---------------------- | ------------------------------------------- | ---------- | --------- | ------------- |
| 1   | 8 de fevereiro de 1994 | Centro Espacial de Xichang, plataforma LC-2 | KF-1, SJ-4 | Êxito.    | Primeiro voo. |
| 2   | 29 de novembro de 1994 | Centro Espacial de Xichang, plataforma LC-2 | DFH-3 1    | Êxito     |               |
| 3   | 11 de maio de 1997     | Centro Espacial de Xichang, plataforma LC-2 | DFH-3 2    | Êxito     |               |
| 4   | 25 de janeiro de 2000  | Centro Espacial de Xichang, plataforma LC-2 | FH-1A      | Êxito     |               |
| 5   | 30 de outubro de 2000  | Centro Espacial de Xichang, plataforma LC-2 | BD-1A      | Êxito     |               |
| 6   | 20 de dezembro de 2000 | Centro Espacial de Xichang, plataforma LC-2 | BD-1B      | Êxito     |               |
| 7   | 24 de maio de 2003     | Centro Espacial de Xichang, plataforma LC-2 | BD-1C      | Êxito     |               |
| 8   | 14 de novembro de 2003 | Centro Espacial de Xichang, plataforma LC-2 | ST-1       | Êxito     |               |
| 9   | 19 de outubro de 2004  | Centro Espacial de Xichang, plataforma LC-2 | FY-2C      | Êxito     |               |
| 10  | 12 de setembro de 2006 | Centro Espacial de Xichang, plataforma LC-2 | FH-1B      | Êxito     |               |
| 11  | 8 de dezembro de 2006  | Centro Espacial de Xichang, plataforma LC-2 | FY-2D      | Êxito     |               |
| 12  | 2 de fevereiro de 2007 | Centro Espacial de Xichang, plataforma LC-2 | BD-1D      | Êxito     |               |
| 13  | 13 de abril de 2007    | Centro Espacial de Xichang, plataforma LC-3 | BD-2 M1    | Éxito     |               |
| 14  | 31 de maio de 2007     | Centro Espacial de Xichang, plataforma LC-3 | Sinosat 3  | Éxito     |               |
| 15  | 24 de outubro de 2007  | Centro Espacial de Xichang, plataforma LC-3 | Chang'e 1  | Éxito     |               |
| 16  | 23 de dezembro de 2008 | Centro Espacial de Xichang, plataforma LC-3 | FY-2E      | Êxito     |               |
| 17  | 31 de julho de 2010    | Centro Espacial de Xichang, plataforma LC-3 | BD-2 I1    | Êxito     |               |
| 18  | 24 de novembro de 2010 | Centro Espacial de Xichang, plataforma LC-3 | ST-1B      | Êxito     |               |
| 19  | 17 de dezembro de 2010 | Centro Espacial de Xichang, plataforma LC-3 | BD-2 I2    | Êxito     |               |
| 20  | 9 de abril de 2011     | Centro Espacial de Xichang, plataforma LC-3 | BD-2 I3    | Êxito     |               |
| 21  | 26 de julho de 2011    | Centro Espacial de Xichang, plataforma LC-3 | BD-2 I4    | Êxito     |               |
| 22  | 1 de dezembro de 2011  | Centro Espacial de Xichang, plataforma LC-3 | BD-2 I5    | Êxito     |               |
| 23  | 13 de janeiro de 2012  | Centro Espacial de Xichang, plataforma LC-3 | FY-2F      | Êxito     |               |